# شیءانگاری جنسی

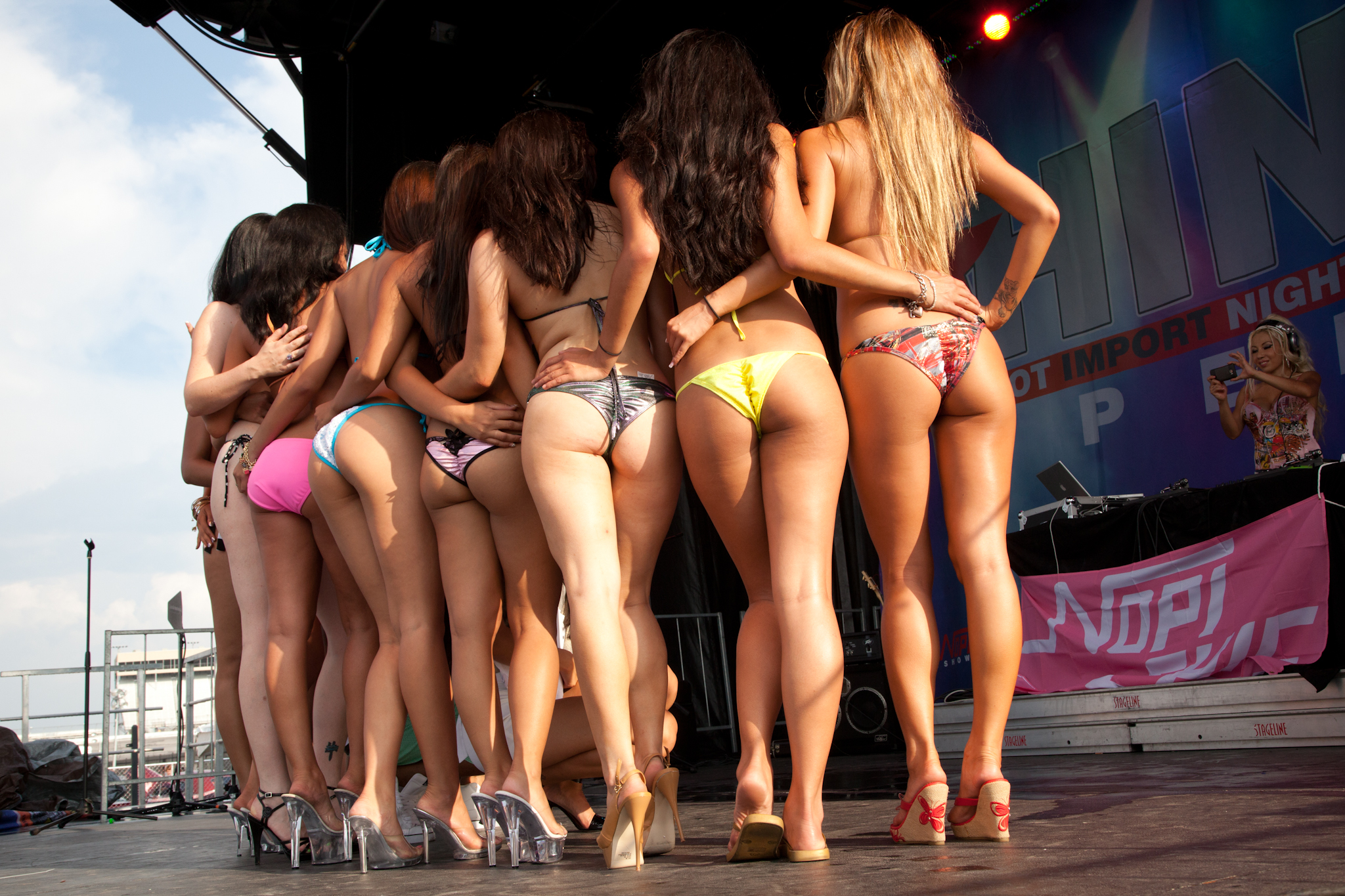
در شیءانگاری جنسی زنان، اندام و جذابیت جنسی بیش از سایر ویژگی‌ها ارزش دارند.

شیءانگاری جنسی (به انگلیسی: Sexual objectification) رفتار با یک شخص به عنوان ابزاری برای رسیدن به لذت جنسی است. شیءانگاری در مفهوم وسیع‌تری به معنای بهره‌کشی از فردی به عنوان یک کالای اقتصادی یا هر شیء دیگر بدون در نظر گرفتن شخصیت یا شأن او است. شیءانگاری، عموماً در سطح جامعه بررسی می‌شود؛ اما گاهی به رفتارهای فردی نیز ربط داده می‌شود.
مفهوم شیءانگاری جنسی، به‌ویژه شیءانگاری جنسی زنان، در مکتب فلسفی زن‌گرایی و شاخه‌های منشعب شده از آن، بسیار مهم و مورد توجه است. بسیاری از زن‌گرایان، شیءانگاری جنسی زنان را تأسف‌آور قلمداد می‌کنند و آن را یک عامل مهم در نابرابری جنسیتی می‌دانند. با این حال، برخی صاحب‌نظران علوم اجتماعی استدلالشان این است که بعضی از زنان در دنیای مدرن برای به نمایش گذاردن قدرتی که کسب کرده‌اند، عمداً خود را شیءانگاری می‌کنند.
در مردان، شیءانگاری جنسی شامل حضور مردان در تبلیغات در زمینه‌های جنسی است. مواردی که ممکن است مردان به این عنوان به کار گرفته شوند، می‌توانند در تبلیغات، موزیک ویدئوها، فیلم‌ها، برنامه‌های تلویزیونی، مجلات زنانه، استریپ‌تیز مردانه و غیره باشند. گاهی به همین سبب زنان پورنوگرافی را خریداری و استفاده می‌کنند.
شیءانگاری جنسی مردان در ۳۷ درصد از تبلیغاتی که اعضای بدن مردان را برای نمایش یک محصول نشان می‌دهند، وجود دارد. مشابه مسائل شیءانگاری جنسی در زنان، معمول است که این جنسی‌سازی، مردان را به شرمساری از بدنشان و میل به کمال سوق دهد. قرار گرفتن مداوم این مردان «ایدئال» در معرض جامعه، این تصور و انتظار را ایجاد می‌کند که همه مردان باید اینگونه باشند.

## مطالعه بیش‌تر
- Bartky, Sandra Lee (1990). Femininity and domination: studies in the phenomenology of oppression. New York: Routledge. ISBN 978-0-415-90186-4.
- Berger, John (1972). Ways of Seeing. London: BBC and Penguin Books. ISBN 0-563-12244-7 (BBC), ISBN 0-14-021631-6, ISBN 0-14-013515-4 (pbk).
- Bridges, Ana J.; Johnson, Jennifer A.; Dines, Gail; Condit, Deirdre M.; West, Carolyn M. (April 2015). "Introducing Sexualization, Media & Society". Sexualization, Media, & Society. Sage. 1 (1): 487–515. doi:10.1177/2374623815588763.{{cite journal}}:  نگهداری CS1: پست اسکریپت (link)
- Brooks, Gary R. (1995). The centerfold syndrome: how men can overcome objectification and achieve intimacy with women. San Francisco: Jossey-Bass. ISBN 978-0-7879-0104-2.
- Coy, Maddy; Garner, Maria (November 2010). "Glamour modelling and the marketing of self-sexualization: critical reflections". International Journal of Cultural Studies. Sage. 13 (6): 657–675. doi:10.1177/1367877910376576.{{cite journal}}:  نگهداری CS1: پست اسکریپت (link)
- Eames, Elizabeth R. (1976). "Sexism and woman as sex object". Journal of Thought. Caddo Gap Press. 11 (2): 140–143.{{cite journal}}:  نگهداری CS1: پست اسکریپت (link) Preview.
- Holroyd, Julia (2005). Sexual objectification: The unlikely alliance of feminism and Kant (pdf). Society for Applied Philosophy International Congress. Oxford, UK. (conference paper)
- LeMoncheck, Linda (1985). Dehumanizing Women: Treating Persons as Sex Objects. New York: Rowman & Littlefield. ISBN 978-0-8476-7386-5.
- Nussbaum, Martha C. (October 1995). "Objectification". Philosophy & Public Affairs. وایلی-بلک‌ول. 24 (4): 249–291. doi:10.1111/j.1088-4963.1995.tb00032.x. JSTOR 2961930.{{cite journal}}:  نگهداری CS1: پست اسکریپت (link)
- Papadaki, Evangelia (Lina) (August 2007). "Sexual objectification: From Kant to contemporary feminism" (PDF). Contemporary Political Theory. پالگریو مکمیلان. 6 (3): 330–348. doi:10.1057/palgrave.cpt.9300282. Archived from the original (PDF) on 18 July 2012. Retrieved 18 February 2017.{{cite journal}}:  نگهداری CS1: پست اسکریپت (link)
- Parker, Kathleen (30 June 2008). "'Save the males': Ho culture lights fuses, but confuses". Daily News. New York. Archived from the original on 2 July 2008. Retrieved 18 February 2017.
- Paul, Pamela (2005). Pornified: how pornography is transforming our lives, our relationships, and our families. New York: Times Books. ISBN 978-0-8050-8132-9.
- Mario Perniola, The Sex-appeal of the inorganic, translated by Massimo Verdicchio, London-New York, Continuum, 2004.
- Sharge, Laurie (April 2005). "Exposing the fallacies of anti-porn feminism". Feminist Theory. Sage. 6 (1): 45–65. doi:10.1177/1464700105050226.{{cite journal}}:  نگهداری CS1: پست اسکریپت (link)
- Soble, Alan (2002). Pornography, Sex, and Feminism. Amherst, New York: کتاب‌های پرومتئوس. ISBN 1-57392-944-1.